# José Cremades Seller
José Cremades Seller (Novelda, 21 de septiembre de 1912 - 19 de diciembre de 1973) fue abogado, juez suplente, concejal y Teniente de Alcalde de Novelda, consejero de la Caja de Ahorros de Novelda, Presidente de la asamblea de Cruz Roja noveldense y Cronista Oficial de Novelda.

## Biografía
José Cremades Seller, tercero en la nómina de los cronistas oficiales con los que ha contado la ciudad de Novelda, nació el 21 de septiembre de 1912. Fueron sus padres Filomena Seller Galvañ y José Cremades Jover, siendo el primogénito de los cinco hermanos con los que llegó a contar la familia.
Inició los estudios en el colegio "La Inmaculada" de su ciudad, donde permaneció hasta terminar el bachillerato, graduándose en Valencia en 1928, donde seguidamente ingresó en su universidad para cursar la carrera de Derecho, licenciatura que terminó en la Universidad de Murcia en el año 1933 con nota de sobresaliente.
Tanto su padre, José Cremades Jover, aficionado a la lectura, sobre todo del Quijote, como su madre, Filomena Seller, lectora empedernida, influyeron en su deriva intelectual, siendo su abuelo, Antonio Seller "El Romano", quien se haría cargo del coste de sus estudios en la Universidad.
Apasionado de la historia y costumbres de su ciudad natal, desde joven muestra un gran interés por la literatura; realizó sus primeros poemas en su etapa de estudiante universitario y publicó algunos de ellos en distintas publicaciones locales. De regreso a Novelda entró a trabajar en las oficinas de la “fàbrica de les lones” de José Sala, la mayor empresa que ha tenido Novelda a través de su historia y que llegó a contar con más de quinientos trabajadores. Allí continuó la amistad con Fernando Navarro Martínez, que, con el tiempo, llegó a ser alcalde de la ciudad, y con el que mantuvo una fraternal relación durante toda su vida.
Casó con Clara Soler Belló con la que tuvo tres hijos: José, Manuel y Clara.
Mientras estuvo trabajando en dicha empresa, por la noche atendía a las personas que iban a su casa a exponerle diversas cuestiones relacionadas con sus conocimientos de licenciado en leyes, a las cuales atendía solícitamente, y en la mayoría de los casos no cobraba los honorarios. Este proceder le aportó un gran número de clientes y tiempo más tarde le permitió abrir su propio bufete.
En el aspecto social, don José Cremades (Pepe, para el común de sus paisanos) siempre estuvo interesado en las cosas de su pueblo natal, y por eso, participó en la vida política de la ciudad en calidad de concejal, puesto al que accedió en tiempos del alcalde don José Puerto Jover (1944–1956).
Al cesar este en el cargo, le sucedió el notario nacido en Galicia don Manuel Gómez-Reino y Pedreira (1956–1962), con el cual permaneció durante todo su mandato, asumiendo el cargo de Primer Teniente de Alcalde.
En el año 1959 actuó como pregonero de las fiestas patronales de Novelda en honor a Santa María Magdalena.
En la siguiente legislatura la alcaldía fue ocupada por su gran amigo don Fernando Navarro Martínez (1962–1968), el cual conocía la inclinación de don José Cremades por todos los temas relacionados con Novelda, tales como historia, literatura, música, costumbres, etc.; por tal motivo lo propuso para el cargo de Cronista Oficial de la ciudad, lo que fue refrendado por toda la Corporación Municipal en la sesión plenaria celebrada el 10 de diciembre de 1965.
Poco tiempo más tarde fue designado Presidente de la Comisión de Fiestas, y estuvo al frente de la misma en un año tan emblemático como fue 1966, en el que se cumplía el centenario de la proclamación de Santa María Magdalena como Patrona de Novelda. Posteriormente, en junio de 1973 participó activamente en la organización de los actos del II Centenario de la muerte del ilustre marino Jorge Juan. Otro cargo importante que asumió don José Cremades fue el de Consejero de la Caja de Ahorros de Novelda, entidad financiera creada en 1903 por el presbítero don Manuel Esteve Pastor y que tanto contribuyó al desarrollo económico de la población. Por último, ocupó también el puesto de presidente de la delegación local de la Cruz Roja Española, volcándose en la ayuda a todas aquellas personas desfavorecidas, tanto de la localidad como foráneas.
De su dedicación destaca la anécdota que el 15 de enero de 1973 el cine “Barceló” acogió en sus tablas una función benéfica cuya recaudación estaba destinada a las víctimas del terremoto que asoló la ciudad de Managua meses antes. De entre las entidades colaboradoras, la Cruz Roja fue una de ellas, y Pepe instaló un altavoz en su SEAT 600 y se lanzó a las calles llamando a la gente para que acudiera a tan solidario acto.
A su muerte, los soldados voluntarios de la Cruz Roja, muchos de los cuales habían hecho el servicio militar en Novelda, en el puesto de socorro que la institución creó bajo su mandato en el cruce de la Monfortina (en la salida 216 Novelda-Agost de la autovía A-31), lo llevaron a hombros a su última morada.
En la sesión plenaria del Ayuntamiento de Novelda de febrero de 2006 se le dedicó una calle en Novelda.

## Obra
La obra literaria y de investigación de don José Cremades fue publicada, en su juventud, en el periódico noveldense El Demócrata, órgano del Partido Republicano Radical de Alejandro Lerroux, y, a partir de 1953, en la revista de fiestas de Novelda Betania, en la que fue asiduo colaborador y participó todos los años hasta su fallecimiento en 1973, a excepción del año 1962.
Sus artículos publicados en El Demócrata muestran la gran humanidad de Cremades propugnando abiertamente la solidaridad de todos los españoles en unos tiempos en que izquierdas y derechas mantenían las irreconciliables posturas que llevaron a España a la guerra civil. Los planteamientos ideológicos de Pepe estuvieron siempre del lado de los Derechos Humanos, presentando el diálogo como manera de resolver todo tipo de cuestiones, lo que le llevó incluso a debatir agriamente con el periódico local Reflejos.
La revista de fiestas de Novelda Betania publicó más de una veintena de escritos de José Cremades, tanto de índole literaria como de investigación, y juntamente con otros formaron el corpus de su único libro publicado, precisamente el mismo año de su fallecimiento titulado, En el Recuerdo. En él se hallan trabajos plenamente literarios, biográficos, de investigación histórica y folclórica con canciones populares que se cantaban en la ciudad acompañadas de su respectiva partitura musical, lo que es de agradecer, puesto que permite que puedan conservarse y cantarse siempre con su propia entonación. Entre sus investigaciones, destacan los trabajos que desarrolló en el Archivo Municipal, que le permitieron descubrir el documento en que el pueblo de Novelda elige a Santa María Magdalena como su valedora y patrona del municipio tras la trágica epidemia de cólera sufrida en 1866 y fueron decisivos para su nombramiento como Cronista Oficial de la ciudad.
Su libro "José Cremades Seller. En el recuerdo" fue reeditado en 2018 por Edicions locals de Augusto Beltrá. Esta segunda edición, prologada por el actual Cronista de Novelda Pau Herrero i Jover, duplica las páginas de la original e incluye una gran cantidad de fotografías de familiares y amigos que muestran el ambiente íntimo en el que se rodeó José Cremades.

## Nombramiento como Cronista Oficial de la Ciudad de Novelda
El Consistorio Municipal de Novelda, en la sesión plenaria del 10 de diciembre de 1965, presidida por el alcalde don Fernando Navarro Martínez, le nombró Cronista Oficial de la ciudad de Novelda, ocupando la plaza que había dejado vacante, años atrás, el catedrático de Literatura D. Francisco Escolano Gómez.
El acuerdo municipal fue redactado por el secretario, don Alejandro Díez Tristán, y rubricado por los miembros de la Corporación don José Ribelles Martínez, don Modesto Iñesta Genaro, don Joaquín Juan Pérez, don Juan Vicente Pastor Martí, don José María García García, don Antonio Sala Delgado, don Vicente Martí Mira, don Joaquín Segura Sala, don José María Segura Heredia, don Ramón Palomares Serrano y don Daniel Sala Díez (solo faltó a la sesión el concejal don Jesús Navarro Valero), decía:
Dijo el señor Alcalde que estando vacante en la actualidad el cargo de Cronista de esta ciudad, proponía el nombre de don José Cremades Seller para desempeñar dicho puesto, teniendo en cuenta las especiales condiciones de amor a la localidad e interés por el pasado histórico de la misma que tradicionalmente ha demostrado.